# Casertana Football Club 2019-2020
Questa voce raccoglie le informazioni riguardanti la Casertana Football Club nelle competizioni ufficiali della stagione 2019-2020.

## Divise e sponsor
Per la stagione 2019-20 lo sponsor tecnico (per il terzo anno consecutivo) è Zeus Sport.
| Casa | Trasferta | Terza divisa |

## Rosa
| N. |                      | Ruolo | Calciatore        |
| -- | -------------------- | ----- | ----------------- |
| 1  | Italia (bandiera)    | P     | Diamante Crispino |
| 2  | Italia (bandiera)    | D     | Pasquale Rainone  |
| 3  | Senegal (bandiera)   | D     | Malick Lame       |
| 4  | Italia (bandiera)    | D     | Marco Caldore     |
| 5  | Italia (bandiera)    | C     | Salvatore Santoro |
| 6  | Argentina (bandiera) | D     | Imanol González   |
| 6  | Italia (bandiera)    | D     | Andrea Petta      |
| 7  | Italia (bandiera)    | A     | Ernesto Starita   |
| 8  | Italia (bandiera)    | C     | Angelo D'Angelo   |
| 9  | Italia (bandiera)    | A     | Lorenzo Cavallini |
| 10 | Italia (bandiera)    | A     | Luigi Castaldo    |
| 11 | Italia (bandiera)    | C     | Antonio Zito      |
| 12 | Croazia (bandiera)   | P     | Marko Živković    |
| 13 | Austria (bandiera)   | D     | Petar Zivkov      |
| 14 | Italia (bandiera)    | D     | Vincenzo Ciriello |
| 15 | Italia (bandiera)    | D     | Leonardo Longo    |
| 16 | Italia (bandiera)    | C     | Mattia Matese     |
| 17 | Italia (bandiera)    | C     | Emanuele Adamo    |
| 18 | Italia (bandiera)    | C     | Carlo Clemente    |

| N. |                                 | Ruolo | Calciatore           |
| -- | ------------------------------- | ----- | -------------------- |
| 19 | Italia (bandiera)               | C     | Giacomo Lezzi        |
| 20 | Marocco (bandiera)              | C     | Mohamed Laaribi      |
| 21 | Italia (bandiera)               | A     | Antonio Floro Flores |
| 22 | Italia (bandiera)               | P     | Giorgio Galluzzo     |
| 23 | Bosnia ed Erzegovina (bandiera) | C     | Mak Varešanović      |
| 24 | Italia (bandiera)               | C     | Gioele Origlia       |
| 25 | Italia (bandiera)               | D     | Nicola Longobardo    |
| 26 | Italia (bandiera)               | A     | Marco Gambino        |
| 27 | Italia (bandiera)               | D     | Daniele Paparusso    |
| 28 | Italia (bandiera)               | D     | Jacopo Silva         |
| 29 | Italia (bandiera)               | A     | Francesco Pio Petito |
| 30 | Italia (bandiera)               | C     | Dario Fazi           |
| 31 | Italia (bandiera)               | C     | Antimo Allegretta    |
| 32 | Italia (bandiera)               | D     | Davide De Vivo       |
| 33 | Italia (bandiera)               | P     | Michele Cerofolini   |
| 34 | Italia (bandiera)               | C     | Paolo Ciardulli      |
| 35 | Argentina (bandiera)            | A     | Gastón Corado        |
| 36 | Italia (bandiera)               | C     | Simone Tascone       |

## Calciomercato

### Sessione estiva(dall'1/7 al 2/9)
| Acquisti | Acquisti            | Acquisti       | Acquisti      |
| R.       | Nome                | da             | Modalità      |
| -------- | ------------------- | -------------- | ------------- |
| P        | Michele Avella      | Matelica       | fine prestito |
| P        | Diamante Crispino   | Siracusa       | svincolato    |
| P        | Giorgio Galluzzo    | Castrovillari  | svincolato    |
| D        | Marco Caldore       | Team Altamura  | svincolato    |
| D        | Francesco Forte     | Fidelis Andria | fine prestito |
| D        | Malick Lame         | Catanzaro      | svincolato    |
| D        | Leonardo Longo      | Bisceglie      | svincolato    |
| D        | Daniele Paparusso   | Fidelis Andria | svincolato    |
| D        | Jacopo Silva        | Piacenza       | definitivo    |
| D        | Petar Zivkov        | Reggina        | svincolato    |
| C        | Carlo Clemente      | Team Altamura  | svincolato    |
| C        | Mohamed Laaribi     | Rende          | definitivo    |
| C        | Giacomo Lezzi       | Lecce          | definitivo    |
| C        | Gioele Origlia      | Frosinone      | definitivo    |
| C        | Mario Squillante    | Battipagliese  | fine prestito |
| C        | Mak Veresanović     | Udinese        | svincolato    |
| A        | Emanuele Adamo      | Fidelis Andria | svincolato    |
| A        | Lorenzo Cavallini   | Foggia         | svincolato    |
| A        | Gianluigi Chiacchio | Sarnese        | fine prestito |
| A        | Ernesto Starita     | Bisceglie      | svincolato    |

| Cessioni | Cessioni            | Cessioni     | Cessioni      |
| R.       | Nome                | a            | Modalità      |
| -------- | ------------------- | ------------ | ------------- |
| P        | Marius Adamonis     | Lazio        | fine prestito |
| P        | Michele Avella      | Messina      | prestito      |
| P        | Tommaso Martellone  | Albanova     | prestito      |
| P        | Danilo Russo        | Juve Stabia  | svincolato    |
| D        | Davide Andreozzi    | Gladiator    | prestito      |
| D        | Edoardo Blondett    | Reggina      | svincolato    |
| D        | Francesco Forte     | Messina      | svincolato    |
| D        | Francesco Landolfo  | Gladiator    | prestito      |
| D        | Francesco Leonetti  | Agropoli     | prestito      |
| D        | Filippo Lorenzini   | AZ Picerno   | svincolato    |
| D        | Antonio Meola       |              | svincolato    |
| D        | Manuel Pascali      | Fanfulla     | svincolato    |
| D        | Federico Pasqualoni | Cosenza      | fine prestito |
| D        | Antonio Terribile   | Albanova     | prestito      |
| D        | Paride Pinna        | Catanzaro    | definitivo    |
| C        | Antonio Carnevale   | Pro Sesto    | definitivo    |
| C        | Luca Cigliano       | Rimini       | svincolato    |
| C        | Simone De Marco     | Avellino     | svincolato    |
| C        | Nicola Mancino      |              | svincolato    |
| C        | Gabriel Pio Moccia  | Vastogirardi | prestito      |
| C        | Antonio Romano      | Napoli       | fine prestito |
| C        | Mario Squillante    | San Tommaso  | svincolato    |
| C        | Antonio Vacca       | Parma        | fine prestito |
| A        | Gianluigi Chiacchio | Acireale     | prestito      |
| A        | Stefano Padovan     | Juventus     | fine prestito |
| A        | Giuseppe Zaccaro    | Fanfulla     | prestito      |

### Sessione invernale(dal 2/1 al 31/1)
| Acquisti | Acquisti            | Acquisti           | Acquisti      |
| R.       | Nome                | da                 | Modalità      |
| -------- | ------------------- | ------------------ | ------------- |
| P        | Michele Cerofolini  | Fiorentina         | prestito      |
| D        | Andrea Petta        | Sicula Leonzio     | definitivo    |
| C        | Simone Tascone      | Pescara            | prestito      |
| A        | Gianluigi Chiacchio | Acireale           | fine prestito |
| A        | Gastón Corado       | Union Clodiense CS | definitivo    |
| A        | Giuseppe Zaccaro    | Fanfulla           | fine prestito |

| Cessioni | Cessioni             | Cessioni    | Cessioni      |
| R.       | Nome                 | a           | Modalità      |
| -------- | -------------------- | ----------- | ------------- |
| D        | Imanol González      |             | svincolato    |
| A        | Gianluigi Chiacchio  | Cavese      | definitivo    |
| A        | Antonio Floro Flores |             | fine carriera |
| A        | Giuseppe Zaccaro     | San Tommaso | prestito      |

## Risultati

### Serie C

#### Girone di andata
| Arbitro: | Gualtieri (Asti) |

|            |           |  |
| Murano 62’ | Marcatori |  |

| Arbitro: | Arace (Lugo) |

|                        |           |  |
| Silva 14’ Castaldo 65’ | Marcatori |  |

| Arbitro: | Marini (Trieste) |

|           |           |              |
| Perez 50’ | Marcatori | 75’ D'Angelo |

| Arbitro: | Collu (Cagliari) |

|                                                            |           |                  |
| Castaldo 6’, 24’ (rig.), 40’ Starita 12’, 29’ D'Angelo 37’ | Marcatori | 33’ Marcheggiani |

| Arbitro: | Cosso (Reggio Calabria) |

|                 |           |              |
| Santaniello 85’ | Marcatori | 34’ Castaldo |

| Bisceglie 25 settembre 2019, ore 18:30 CEST 6ª giornata | Bisceglie        | 0 – 0 referto | Casertana | Stadio Gustavo Ventura (1 232 spett.)\| Arbitro: \| Luciani (Roma 1) \| |
| Arbitro:                                                | Luciani (Roma 1) |               |           |                                                                         |

| Arbitro: | De Santis (Lecce) |

|                          |           |            |
| Castaldo 17’ Starita 44’ | Marcatori | 58’ Casoli |

| Arbitro: | Maggio (Lodi) |

|                               |           |               |
| Bubas 24’, 76’ Allegretti 39’ | Marcatori | 45+1’ Starita |

| Arbitro: | Longo (Paola) |

|             |           |          |
| Starita 35’ | Marcatori | 5’ Petta |

| Castellammare di Stabia 20 ottobre 2019, ore 17:30 CEST 10ª giornata | Cavese              | 0 – 0 referto | Casertana | Stadio Romeo Menti (1 740 spett.)\| Arbitro: \| Maranesi (Ciampino) \| |
| Arbitro:                                                             | Maranesi (Ciampino) |               |           |                                                                        |

| Arbitro: | Kumara (Verona) |

|                    |           |           |
| Zito 48’ Longo 74’ | Marcatori | 60’ Fella |

| Arbitro: | Angelucci (Foligno) |

|                                             |           |                                    |
| Mungo 14’, 78’ Pedro Miguel 27’ Bombagi 55’ | Marcatori | 45’ Zito 57’ Paparusso 80’ Starita |

| Arbitro: | Zucchetti (Foligno) |

|                               |           |                  |
| D'Angelo 61’ Floro Flores 70’ | Marcatori | 23’, 90+5’ Volpe |

| Arbitro: | Feliciani (Teramo) |

|                           |           |  |
| Corazza 40’ Reginaldo 48’ | Marcatori |  |

| Arbitro: | D'Ascanio (Ancona) |

|                           |           |  |
| Starita 7’ D'Angelo 45+1’ | Marcatori |  |

| Arbitro: | Moriconi (Roma 2) |

|             |           |             |
| Curiale 49’ | Marcatori | 36’ Caldore |

| Arbitro: | Collu (Cagliari) |

|             |           |                                            |
| Starita 11’ | Marcatori | 28’ (rig.) Diop 43’ Guadagni 90+7’ Alberti |

| Arbitro: | Marcenaro (Genova) |

|  |           |              |
|  | Marcatori | 19’ D'Angelo |

| Arbitro: | Meraviglia (Pistoia) |

|  |           |                                           |
|  | Marcatori | 59’ Hamlili 66’ Simeri 83’ (aut.) Rainone |

#### Girone di ritorno
| Caserta 22 gennaio 2020, ore 15:30 CET 20ª giornata | Casertana      | 0 – 0 referto | Potenza | Stadio Alberto Pinto (1 503 spett.)\| Arbitro: \| Cudini (Fermo) \| |
| Arbitro:                                            | Cudini (Fermo) |               |         |                                                                     |

| Arbitro: | Pashuku (Albano Laziale) |

|                            |           |                   |
| Giannotti 13’ Morselli 34’ | Marcatori | 26’, 48’ D'Angelo |

| Arbitro: | Longo (Paola) |

|             |           |                    |
| Castaldo 6’ | Marcatori | 90+3’ (rig.) Perez |

| Arbitro: | Galipò (Firenze) |

|           |           |  |
| Russo 60’ | Marcatori |  |

| Arbitro: | Carella (Bari) |

|               |           |               |
| Tascone 90+5’ | Marcatori | 90+3’ Kosovan |

| Caserta 9 febbraio 2020, ore 15:00 CET 25ª giornata | Casertana           | 0 – 0 referto | Bisceglie | Stadio Alberto Pinto (1 581 spett.)\| Arbitro: \| Angelucci (Foligno) \| |
| Arbitro:                                            | Angelucci (Foligno) |               |           |                                                                          |

| Arbitro: | Ricci (Firenze) |

|           |           |                   |
| Tulli 35’ | Marcatori | 13’ (aut.) Casoli |

| Arbitro: | Arace (Lugo) |

|              |           |                          |
| Castaldo 36’ | Marcatori | 64’ Redolfi 79’ Battista |

| Arbitro: | Paterna (Teramo) |

|                                   |           |                                       |
| Provenzano 30’ Lescano 79’ (rig.) | Marcatori | 22’ (aut.) Bariti 28’ (rig.) Castaldo |

| Arbitro: | Colombo (Como) |

|                  |           |  |
| Starita 49’, 60’ | Marcatori |  |

| Arbitro: | Vigile (Cosenza) |

|  |           |                     |
|  | Marcatori | 90+3’ (rig.) Corado |

| Caserta 15 marzo 2020 31ª giornata | Casertana | – (annullata) | Teramo | Stadio Alberto Pinto |

| Viterbo 22 marzo 2020 32ª giornata | Viterbese Castrense | – (annullata) | Casertana | Stadio Enrico Rocchi |

| Caserta 25 marzo 2020 33ª giornata | Casertana | – (annullata) | Reggina | Stadio Alberto Pinto |

| Avellino 29 marzo 2020 34ª giornata | Avellino | – (annullata) | Casertana | Stadio Partenio-Adriano Lombardi |

| Caserta 5 aprile 2020 35ª giornata | Casertana | – (annullata) | Catania | Stadio Alberto Pinto |

| Pagani 11 aprile 2020 36ª giornata | Paganese | – (annullata) | Casertana | Stadio Marcello Torre |

| Caserta 19 aprile 2020 37ª giornata | Casertana | – (annullata) | Ternana | Stadio Alberto Pinto |

| Bari 26 aprile 2020 38ª giornata | Bari | – (annullata) | Casertana | Stadio San Nicola |

### Coppa Italia
| Arbitro: | Panettella (Gallarate) |

|                                          |           |               |
| Calì 48’ Nicastro 94’, 109’ Kanouté 104’ | Marcatori | 84’ Cavallini |

### Coppa Italia Serie C
| Arbitro: | Petrella (Viterbo) |

|                                     |           |           |
| Floro Flores 37’ Starita 89’ (rig.) | Marcatori | 81’ Longo |

| Arbitro: | Natilla (Molfetta) |

|                     |           |  |
| Fischnaller 4’, 10’ | Marcatori |  |

## Statistiche

### Statistiche di squadra
- {\displaystyle PT} è il punteggio totale accumulato in classifica fino al momento della sospensione definitiva;
- {\displaystyle MPc} è la media punti realizzati nelle gare disputate in casa fino al momento della sospensione definitiva;
- {\displaystyle NPc} è il numero di partite rimanenti da giocare in casa secondo il calendario ordinario;
- {\displaystyle MPt} è la media punti realizzati nelle gare disputate in trasferta fino al momento della sospensione definitiva;
- {\displaystyle NPt} è il numero di partite rimanenti da giocare in trasferta secondo il calendario ordinario.

| Competizione         | PF     | Punti | In casa | In casa | In casa | In casa | In casa | In casa | In trasferta | In trasferta | In trasferta | In trasferta | In trasferta | In trasferta | Totale | Totale | Totale | Totale | Totale | Totale | D.R. |
| Competizione         | PF     | Punti | G       | V       | N       | P       | Gf      | Gs      | G            | V            | N            | P            | Gf           | Gs           | G      | V      | N      | P      | Gf     | Gs     | D.R. |
| -------------------- | ------ | ----- | ------- | ------- | ------- | ------- | ------- | ------- | ------------ | ------------ | ------------ | ------------ | ------------ | ------------ | ------ | ------ | ------ | ------ | ------ | ------ | ---- |
| Serie C              | 46,133 | 38    | 15      | 6       | 6       | 3       | 23      | 16      | 15           | 2            | 8            | 5            | 14           | 19           | 30     | 8      | 14     | 8      | 37     | 35     | +2   |
| Coppa Italia         | -      | -     | 0       | 0       | 0       | 0       | 0       | 0       | 1            | 0            | 0            | 1            | 1            | 4            | 1      | 0      | 0      | 1      | 1      | 4      | -3   |
| Coppa Italia Serie C | -      | -     | 1       | 1       | 0       | 0       | 2       | 1       | 1            | 0            | 0            | 1            | 0            | 2            | 2      | 1      | 0      | 1      | 2      | 3      | -1   |
| Totale               | 46,133 | 38    | 16      | 7       | 6       | 3       | 25      | 17      | 17           | 2            | 8            | 7            | 15           | 25           | 33     | 9      | 14     | 10     | 40     | 42     | -2   |

### Andamento in campionato
| Giornata  | 1  | 2 | 3  | 4 | 5 | 6 | 7 | 8 | 9  | 10 | 11 | 12 | 13 | 14 | 15 | 16 | 17 | 18 | 19 | 20 | 21 | 22 | 23 | 24 | 25 | 26 | 27 | 28 | 29 | 30 | 31 | 32 | 33 | 34 | 35 | 36 | 37 | 38 |
| --------- | -- | - | -- | - | - | - | - | - | -- | -- | -- | -- | -- | -- | -- | -- | -- | -- | -- | -- | -- | -- | -- | -- | -- | -- | -- | -- | -- | -- | -- | -- | -- | -- | -- | -- | -- | -- |
| Luogo     | T  | C | T  | C | T | T | C | T | C  | T  | C  | T  | C  | T  | C  | T  | C  | T  | C  | C  | T  | C  | T  | C  | C  | T  | C  | T  | C  | T  | C  | T  | C  | T  | C  | T  | C  | T  |
| Risultato | P  | V | N  | V | N | N | V | P | N  | N  | V  | P  | N  | P  | V  | N  | P  | V  | P  | N  | N  | N  | P  | N  | N  | N  | P  | N  | V  | V  | –  | –  | –  | –  | –  | –  | –  | –  |
| Posizione | 15 | 9 | 11 | 7 | 9 | 8 | 6 | 8 | 10 | 11 | 6  | 8  | 9  | 11 | 8  | 8  | 10 | 9  | 11 | 11 | 12 | 13 | 15 | 13 | 13 | 14 | 15 | 15 | 15 | 15 | –  | –  | –  | –  | –  | –  | –  | –  |

Legenda:

Luogo: C = Casa; T = Trasferta. Risultato: V = Vittoria; N = Pareggio; P = Sconfitta.